# Виттель, Игорь Станиславович
И́горь Станисла́вович Ви́ттель (настоящая фамилия Владимирский; род. 1968, Москва) — российский журналист, ведущий телеканала РБК (2003—2016).

## Биография
Родился в Москве в 1968 году. В 1991 году окончил МАИ, факультет № 1 «Авиационная техника», специальность «аэро- и гидродинамика».
Во второй половине 1980-х годов занимался музыкальным продюсированием, был директором таких исполнителей, как Александр Башлачёв, Юрий Наумов и группа «Восточный синдром».
Дебютировал на телевидении в 1991 году. Работал в российских и зарубежных средствах массовой информации; продюсировал несколько интернет-проектов и документальных фильмов.
Наибольшую известность получил как ведущий и обозреватель на телеканале РБК, где вёл программы «Виттель», «Виттель. Обозреватель», «Форум», «В фокусе» (совместно с Сергеем Ильиным), «Диалог», «Сфера интересов».
Также вёл регулярные авторские передачи на радио Business FM («Опосредованно», «Неровен час»), а также на радиостанциях «Русская служба новостей» и «Финам FM».
В 2011 году выступил продюсером документального фильма «На мне крови нет», посвящённого делу воевавших в Чечне офицеров Аракчеева и Худякова (фильм получил ряд российских и зарубежных кинопремий). В 2013 году выступил продюсером документального фильма «Дневник наркоманки». Режиссёр обоих фильмов — Светлана Стасенко.
Постоянный автор ряда печатных и онлайн-СМИ, в частности, изданий «АиФ» (2012—2014, 2017), «Полит.ру» (2012), «Правда.ру», GQ (2012—2013), Лента.ру, «Взгляд». В качестве эксперта регулярно принимает участие в различных теле- и радиошоу: «Политика» на «Первом канале», «Специальный корреспондент» на канале «Россия», «Право знать» на канале «ТВ Центр», «Особое мнение» на радио «Эхо Москвы», "Открытый эфир" на канале "Звезда". 
С декабря 2016 по июнь 2017 года — политический обозреватель итоговой информационной программы «Итоги недели с Ирадой Зейналовой» на НТВ.
С 13 октября 2017 по 22 февраля 2018 года выступал в качестве автора и ведущего программы «ВытрезВИТТЕЛЬ», которая выкладывалась на официальном канале НТВ на YouTube и в Facebook.
С 29 мая 2019 по 24 февраля 2022 года вёл передачу «Виттель. Реальность» на радио «Эхо Москвы». Гостями одноимённого YouTube-канала были, в том числе, Мария Баронова, Павел Грудинин, Максим Жуков, Мария Захарова, Кирсан Илюмжинов, Михаил Любимов и другие известные лица. Постоянный резидент канала «Изолента-live».
С лета 2022 года выходила авторская передача «Реальность Виттеля» на радио «Комсомольская Правда». С декабря этого же года ведущий ежедневного утреннего шоу «Что будет» на этом же радио совместно с Иваном Панкиным и один из ведущих программы «Диалоги» на нём же. С 3 октября 2023 года более не принимает участия в шоу «Что будет» в роли ведущего, однако периодически появляется на радио в роли гостя в отдельных программах.
С августа 2024 года ведёт шоу "Добрый вечер" совместно с Наданой Фридрихсон на радио «Комсомольская Правда» .

### Общественно-политическая и преподавательская деятельность
Глава информационно-аналитического центра «Политика и безопасность», ныне ликвидированного, советник председателя Московского городского отделения Общероссийского фонда ветеранов и сотрудников подразделений специального назначения и спецслужб «Вымпел-Гарант», член попечительского совета фонда «Посткризисный мир», член Совета по внешней и оборонной политике, Национального антикоррупционного комитета и Союза журналистов России, член общественного совета Российского еврейского конгресса член попечительского совета Фонда борьбы с лейкемией.
Преподаёт в Государственной классической академии имени Маймонида. В прошлом — научный руководитель программы профессиональной переподготовки «Экономический обозреватель» в Академии народного хозяйства при Правительстве Российской Федерации.
В 2016 году баллотировался на выборах в Государственную Думу РФ по Тушинскому (206) избирательному округу от Партии Роста. Занял 7-е место с 3,54 % голосов, в округе победил Геннадий Онищенко.